# ويل هدسون
ويل هدسون (بالإنجليزية: Will Hudson)‏ مواليد 30 مارس 1989 في ماديسون، هو لاعب كرة سلة محترف أمريكي بدأ مسيرته الاحترافية في سنة 2011. يبلغ طوله 6 قدم 9 بوصة (2.1 م). لعب في الدوري البلجيكي لكرة السلة الدرجة الأولى. كما لعب مع نيو زيلاند بريكرز في الدوري الأسترالي.

## روابط خارجية
- ويل هدسون على موقع الدوري الأوروبي لكرة السلة (الإنجليزية)
- ويل هدسون على موقع كرة السلة الأوروبية.كوم (الإنجليزية)
- ويل هدسون على موقع كلية كرة السلة في سبورتس رفرنس.كوم (الإنجليزية)
- ويل هدسون على موقع ريلجم (الإنجليزية)
- ويل هدسون على موقع بروبوليرز (الإنجليزية)
- ويل هدسون على موقع سبورتس رفرنس (الإنجليزية)